# Kitajska armada v Indiji
Kitajska armada v Indiji (tudi X Force) je bil naziv za Kuomintangovo kitajsko ekspedicijsko silo, ki se je po japonskem zavzetju Burme leta 1942 umaknila v Indijo, od koder so nadaljevali odpor proti Japonskemu imperiju.
Po umiku so se v Biharju zbrale preostale kitajske enote, kjer je bila pod ameriškim nadzorom in z britansko podporo organizirana armada s tremi divizijami. 
General Joseph Stilwell je armadi naložil vodilno vlogo pri vzpostavitvi ledoške ceste.